# Solonaima ornata
Solonaima ornata är en insektsart som beskrevs av Hoch 1988. Solonaima ornata ingår i släktet Solonaima och familjen kilstritar. Inga underarter finns listade i Catalogue of Life.